# CCM Mk1型哨戒艇
CCM Mk1型哨戒艇（英語: CCM Mk1）は、アメリカ合衆国海軍の哨戒艇の艦級。CCMは「Combatant Craft Medium」の略。

## 概要
Mk V型特殊任務艇（退役済み）およびRHIBの後継として開発された高速哨戒艇で、中程度の脅威環境で、特殊部隊の投入と回収を行うことを主任務としている。製造はアメリカのVigor Industrial社で、2015年から就役が開始され、2022年時点で26隻が就役している。

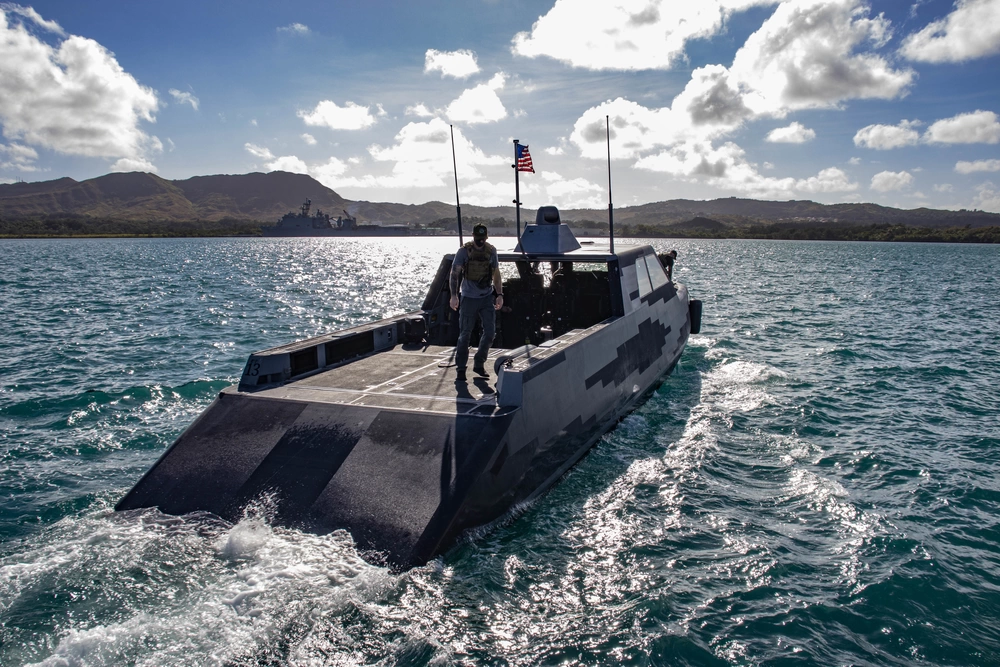
艇後方

船体はアルミ合金製で、ステルス性を重視したデザインである。ドック型揚陸艦や強襲揚陸艦、もしくは陸上車両から発進・回収することが可能であり、沿岸作戦に理想的な設計となっている。また、C-5もしくはC-17輸送機で空輸することも可能。
装備を携行した特殊部隊員19名を搭載することができ、装備する中・大口径の機関銃により部隊を支援したり、もしくは直接敵と交戦することが可能。各種の通信機器とGPS、複合センサーを装備しており、敵味方識別機能も有している。また、船体後部には舟艇の搭載スペースと発着用のランプが備えられている。